# Улей
У́лей — искусственное жилище медоносных пчёл, изготовленное человеком — пасечником — для их содержания на пасеке. В одном улье живёт одна пчелиная семья. Конструкция улья определяет систему ухода за пчёлами.

## Неразборные ульи
В естественных условиях пчёлы живут в дуплах деревьев, реже в расщелинах скал и других подходящих природных объёмах.
В лесах на территории России издревле добывали из дупел мёд и воск. Люди давно научились делать искусственные дупла для заселения пчёлами — бо́рти. Остатки бортевого пчеловодства можно встретить и сейчас в некоторых местах (например, в лесах Башкирии). Часто дупла вместе с пчелиными семьями выпиливали из дерева и переносили на какое-нибудь другое место. Когда эти борти в виде колод стали собирать в одном месте для удобства охраны и обслуживания, произошёл переход от пчеловодства бортевого к пасечному.
В южных безлесых районах пчёл держали в сапетках — ульях из прутьев или соломы, обмазанных глиной. В степных районах для пчёл делали также ящики из досок или выдалбливали тонкостенные дуплянки, в которых держали пчел.
Борть, колода, дуплянка, сапетка были неразборными ульями. Пчёлы застраивали их сотами, и человек мог проникнуть внутрь гнезда (например, для отбора мёда), только разрушив жилище пчёл.

## Линеечные ульи
Переходной системой от неразборного улья к разборному стал линеечный улей, в котором под съёмную крышку укладывали параллельно ряд деревянных линеек так, чтобы под каждой линейкой пчёлы отстроили отдельный сот. Подрезая соты с боков и отделив их таким образом от боковых стенок, можно было осторожно вынуть отдельный сот, не разрушая его. Однако линеечные ульи широкого распространения не получили и были лишь переходной ступенью к современным рамочным (разборным) ульям, которые открыли возможность управлять жизнедеятельностью пчёл.

## Рамочные ульи

### История
Рамочный улей изобрёл в 1814 году украинский пчеловод П. И. Прокопович, назвав свой новый улей Петербург. На первенство претендуют также Ян Джержон (создал свой разборный улей в 1838 году) и Август фон Берлепш (1852). Однако рамочная конструкция, близкая к современной, была запатентована в США Л. Лангстротом в 1851 году; рамки в улье Лангстрота извлекались сверху, именно эта конструкция и стала наиболее распространённой в мире.

### Устройство
Рамочный улей образуется из составных частей. В отдельных конкретных случаях улей можно по-разному скомплектовать из них. В комплект улья обычно входят:
- Съёмное дно (в ряде конструкций дно является частью 1-го корпуса).
- Корпуса (в зависимости от типа улья от одного до нескольких).
- Магазинные надставки (она может быть одна или несколько, часто независимо от типа улья); каждая надставка имеет один полный комплект рамок (в зависимости от конструкции 10-24).
- Крыша (при павильонном содержании пчёл может отсутствовать, потому что ульи стоят под крышей здания/прицепа).
- Рамки, в которых пчёлы отстраивают соты; как правило на каждый корпус держат два комплекта рамок, а на надставку один.
- Разделители рамок (например, колышки или другая система для фиксирования определённой ширины межрамочного пространства).
- Холстик или потолок из тонкой доски (он укладывается поверх рамок самого верхнего корпуса).
- Кормушка (чаще всего это кормушка-рамка).
- Прилётная доска; чаще всего она несъемная и есть под каждым летком.
- Диафрагма (для отделения семей, делящих один корпус; или обжитой части корпуса от пустой).
- Одна или несколько разделительных решеток (они не дают проникнуть матке в корпус или надставку для меда и засеять там яйца)
- Подушка или несколько (с наполнителем из сушёного мха, ваты или другого материала).

| Рамка                   | Наружные размеры шир. × выс., мм | Площадь сот, см² | Количество мёда в сотах, кг |
| ----------------------- | -------------------------------- | ---------------- | --------------------------- |
| Стандартная гнездовая   | 435 × 300                        | 1120—1145        | 3,5—4,0                     |
| Стандартная уменьшенная | 435 × 230                        | 840—850          | 2,4—2,7                     |
| Стандартная магазинная  | 435 × 145                        | 500—510          | 1,4—1,6                     |
| Украинская оборотная    | 300 × 435                        | 1120—1145        | 3,5—4,0                     |

### Виды
Вертикальными ульями (стояками) называются все рамочные ульи, объём которых увеличивается вверх постановкой на гнездо новых корпусов или магазинов («полурамочных надставок»). Таким образом, рамки в вертикальном улье при увеличении его объёма располагаются в несколько ярусов.
Горизонтальными ульями (лежаками) называются ульи, объём которых увеличивается добавлением рамок к гнезду сбоку. Рамки в лежаках расположены в один ярус и сами ульи-лежаки имеют вид удлинённых ящиков. Фактически лежаки имеют только одну конструкцию, которая бывает несколько модифицирована отдельными пчеловодами.
В России одинаково широко распространены как многокорпусные ульи-стояки, так и лежаки.
Многокорпусная система считается более удобной при работе с большим числом пчелосемей, потому что позволяет работать не рамками, а корпусами. Нередко на одного пчеловода при корпусном содержании пчёл приходится 200 и более пчелосемей.

#### Улей-лежак
В горизонтальном улье (лежаке) расширение гнезда происходит в бок. Наибольшее распространение в России получил улей-лежак на 20—24 низко-широкие рамки 435×300 мм, на Украине — с оборотными узко-высокими рамками 300×435 мм. Некоторые разновидности украинского улья и других ульев-лежаков снабжаются магазинами. Основные преимущества перед вертикальными ульями:
- Простая сборка гнезда на зиму.
- Возможность держать рядом с основной семьёй матку-помощницу или запасную матку с нуклеусом; а также 1—2 отводка, которые после зимовки пересаживают в отдельные ульи. В этом случае пространство улья разделяют глухой перегородкой[4] и делают 2—3 летка[5].
- Благодаря большому пространству улья пчёлы длительное время находятся в рабочем состоянии, исключающим роение. Это в свою очередь позволяет надолго оставлять улей без необходимости его обслуживания[6].

#### Улей Дадана—Блатта
Изобретён в 1891 году французским пчеловодом Ш. Даданом и усовершенствован швейцарцем Блаттом.
Однокорпусный улей на 12 рамок размерами 435×300 мм с магазинными полурамками 435×145 мм.

#### Улей Лангстрота—Рута
В 1851 году протестантским пастором Л. Л. Лангстротом (США) был изобретён многокорпусный улей на 10 рамок (размерами 435×230 мм) в каждом корпусе. Затем улей был несколько усовершенствован и запущен в массовое производство американским пчеловодом-промышленником А. И. Рутом.
Корпусы улья ставят вертикально один на другой. Их количество (обычно не более шести) определяется степенью развития пчелиной семьи.

## См.также
- Улей в словаре масонских терминов